# 금정구
금정구(金井區)는 대한민국 부산광역시의 북부 중앙에 위치한 구이다. 구의 이름은 구의 서쪽에 위치한 금정산(金井山)의 금샘(金井)과 금정산성에서 따왔다.

## 역사

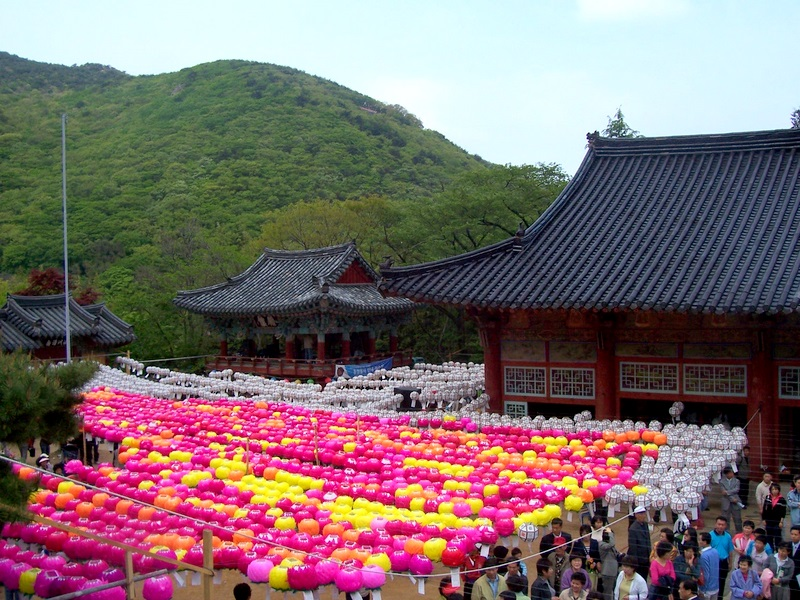
범어사

- 삼한시대에는 변한의 거칠산국(또는 장산국)이라고 불리는 지역이었다.
- 757년 신라 경덕왕 16년 동래군 지역이었다.
- 1021년 고려 현종 12년 동래현이 되었다.
- 1393년 조선 태조 2년 동래진이 되었다.
- 1547년 조선 명종 2년 동래부(도호부)가 되었다.
- 1914년 일제시대 동래군이 되었으며, 이때 동래군과 부산부가 분리되었다.
- 1942년 동래군 동래읍과 북면 부곡리·장전리가 부산부에 편입되었고, 동래출장소가 설치되었다.
- 1957년 구제(區制)가 실시되어 동래출장소가 경상남도 부산시 동래구로 개편되었다.[4]
- 1963년 부산이 직할시로 승격되면서 동래군 북면이 전부 동래구에 편입되고, 북면출장소가 설치되었다.[5]
- 1975년 북면출장소가 폐지되고, 동래구의 직할동이 되었다.

### 금정구
- 1988년 1월 1일 동래구 일부를 관할로 금정구를 설치하였다.[6]
- 1988년 5월 1일 자치구제가 실시되어 자치구로 승격되었다.
- 1992년 9월 1일 부산직할시 금정구조례 273호에 의해 부곡1동에서 부곡4동 분동
- 1995년 1월 1일 부산직할시가 부산광역시로 개칭하여 부산광역시 금정구가 되었다.[7]
- 1998년 11월 1일 오륜동을 부곡3동에 흡수, 선동.두구동을 선두구동으로 노포동. 청룡동을 청룡노포동으로 통합
- 2009년 1월 1일 서3.4동 통합(서3동)
- 2018년 10월 1일 금사동에서 금사회동동으로 명칭 변경
- 2020년 1월 1일 장전2.3동 통합(장전2동)
- 2020년 6월 12일: 금사동 중 대우금사아파트 지역을 해운대구 반여4동에 편입하였다.[8]

## 지리
부산의 최북단에 위치하며 육로 교통의 관문으로 안으로는 북구, 동래구, 해운대구, 기장군과 접하고 있으며, 밖으로는 경상남도 양산시와 경계로 경부고속도로 및 부산 울산간 국도 7호선, 산업도로, 도시철도의 기·종점 및 시내 진입로가 위치하고 있다.
산지는 기본적으로 태백산맥의 말단에 해당되며, 이 말단부가 신생대 제3기 중신세부터 일어났던 북동-남서방향으로 축을 가진 언양단층, 양산단층, 울산단층 등 일련의 단층운동에 의해 포항 부근에서 세 갈래로 분기되면서 부산 지방에 와서는 한 단계 고도를 낮추면서 대한해협에 몰입하고 있다. 동쪽으로는 개좌산과 공덕산, 서쪽으로는 해발 801.5m의 금정산, 북쪽으로는 계명봉의 능선으로 둘러싸였고 남쪽으로는 트인 분지지형이다.
수영강은 낙동강에 이어 두 번째로 긴 하천으로 총 길이 30Km이다. 양산시의 원효산에서 발원하여 금정구 선동 회동수원지를 거쳐, 해운대구 재송동에 이르러 금정산에서 발원하는 온천천과 합류하여 수영만으로 흘러 들어간다. 수영강의 지류인 온천천이 중앙부를 흐르고, 온천천을 따라 펼쳐진 저지대와 구월산 기슭에 시가지가 펼쳐진다.

## 행정 구역

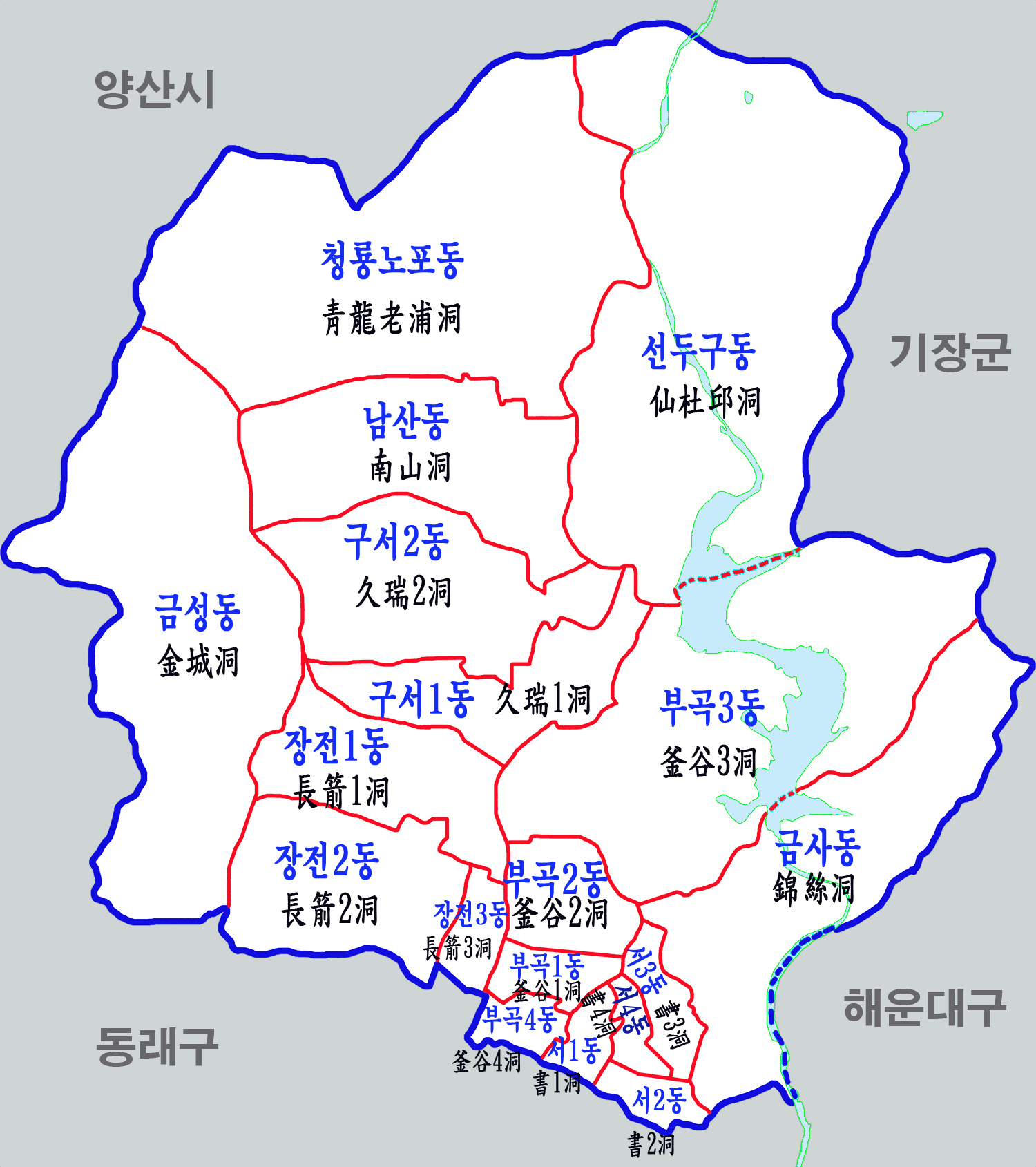
금정구의 행정 구역

행정동 16개, 273통, 1,719반으로 구성되며, 면적은 65.20km2이다. 2021년 1월을 기준으로 전체 인구는 107,415세대, 231,959명며, 행정 구역별 구는 다음과 같다.
| 행정동     | 한자       | 면적 (km2) | 세대    | 인구 (명) |
| ---------- | ---------- | ---------- | ------- | --------- |
| 서제1동    | 書第1洞    | 0.36       | 3,393   | 5,836     |
| 서제2동    | 書第2洞    | 0.40       | 5,099   | 9,741     |
| 서제3동    | 書第3洞    | 0.92       | 5,898   | 11,465    |
| 금사회동동 | 錦絲回東洞 | 5.52       | 4,251   | 8,208     |
| 부곡제1동  | 釜谷第1洞  | 0.71       | 4,539   | 8,564     |
| 부곡제2동  | 釜谷第2洞  | 1.20       | 7,303   | 16,836    |
| 부곡제3동  | 釜谷第3洞  | 8.16       | 6,850   | 16,132    |
| 부곡제4동  | 釜谷第4洞  | 0.67       | 6,176   | 13,190    |
| 장전제1동  | 長箭第1洞  | 3.27       | 10,265  | 17,771    |
| 장전제2동  | 長箭第2洞  | 2.74       | 11,845  | 27,301    |
| 선두구동   | 仙杜邱洞   | 12.05      | 1,300   | 2,423     |
| 청룡노포동 | 靑龍老圃洞 | 10.91      | 4,454   | 10,042    |
| 남산동     | 南山洞     | 3.64       | 14,206  | 29,581    |
| 구서제1동  | 久瑞第1洞  | 3.05       | 8,049   | 19,975    |
| 구서제2동  | 久瑞第2洞  | 3.19       | 13,476  | 33,805    |
| 금성동     | 金城洞     | 8.41       | 491     | 1,089     |
| 금정구     | 金井區     | 65.20      | 107,415 | 231,959   |

## 인구
| 연도   | 총인구    |
| ------ | --------- |
| 1990년 | 318,802명 |
| 1995년 | 307,634명 |
| 2000년 | 284,065명 |
| 2005년 | 258,419명 |
| 2010년 | 245,725명 |
| 2015년 | 249,444명 |
| 2020년 | 232,666명 |

## 교육 기관

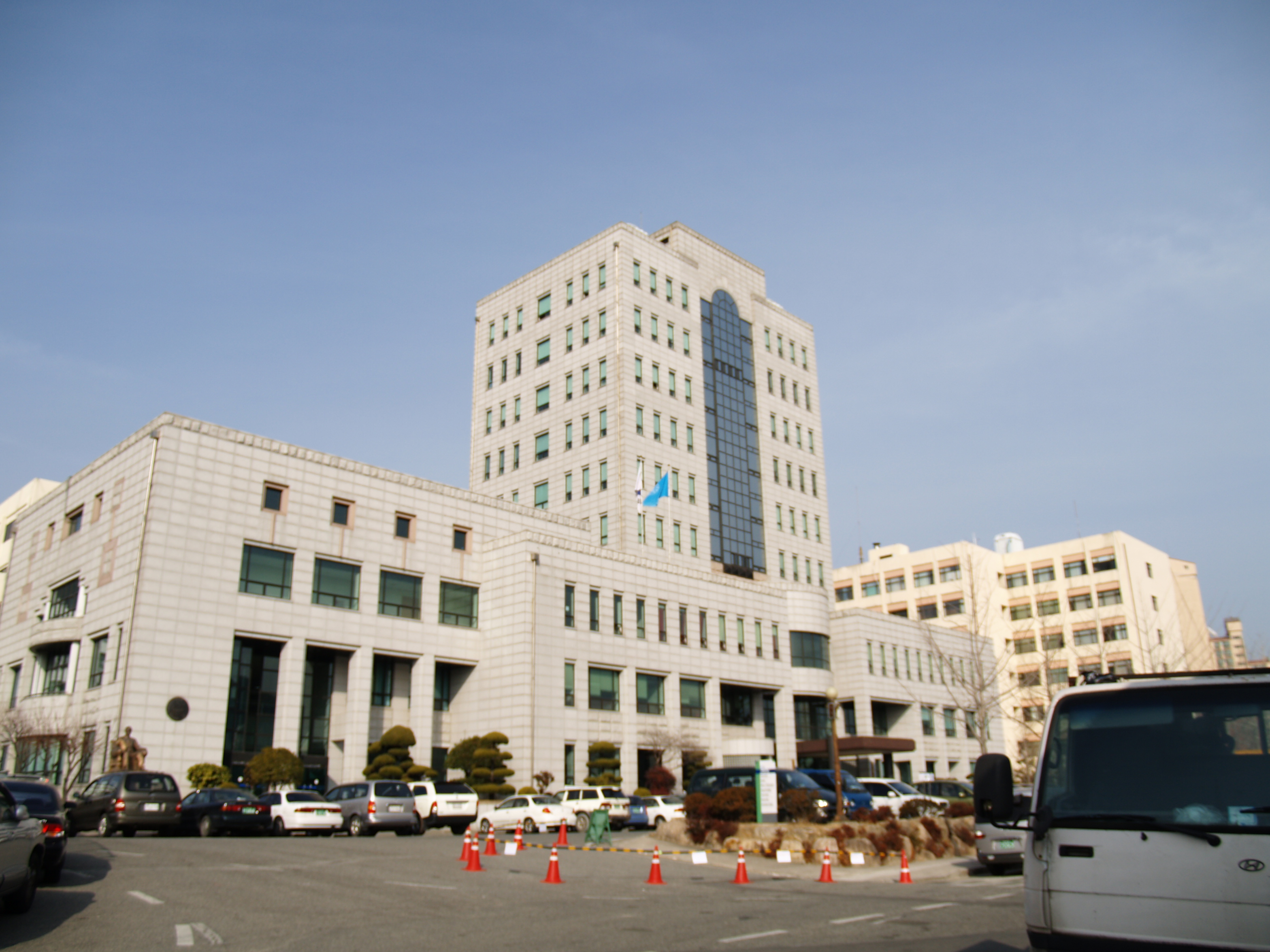
국립 부산대학교 본관

- 국공립대학교

|  | - 부산대학교 |

- 사립대학교

|  | - 부산외국어대학교 - 부산가톨릭대학교 |

- 사립전문대학

|  | - 대동대학교 |

- 고등학교

|  | - 금정여자고등학교 - 남산고등학교 - 대진정보통신고등학교 - 부산사범대부설고등학교 | - 부산정보관광고등학교 - 브니엘여자고등학교 - 지산고등학교 - 금정전자공업고등학교 | - 내성고등학교 - 동래여자고등학교 - 부산예술고등학교 | - 브니엘고등학교 - 브니엘예술고등학교 - 부산과학고등학교 |

- 평생교육

|  | - 부산경호고등학교 | - 예원정보여자중고등학교 |

- 특수학교

|  | - 부산은애학교 |

## 수상
- 2009년 도시대상 대한국토·도시계획학회장상

## 연계 교통

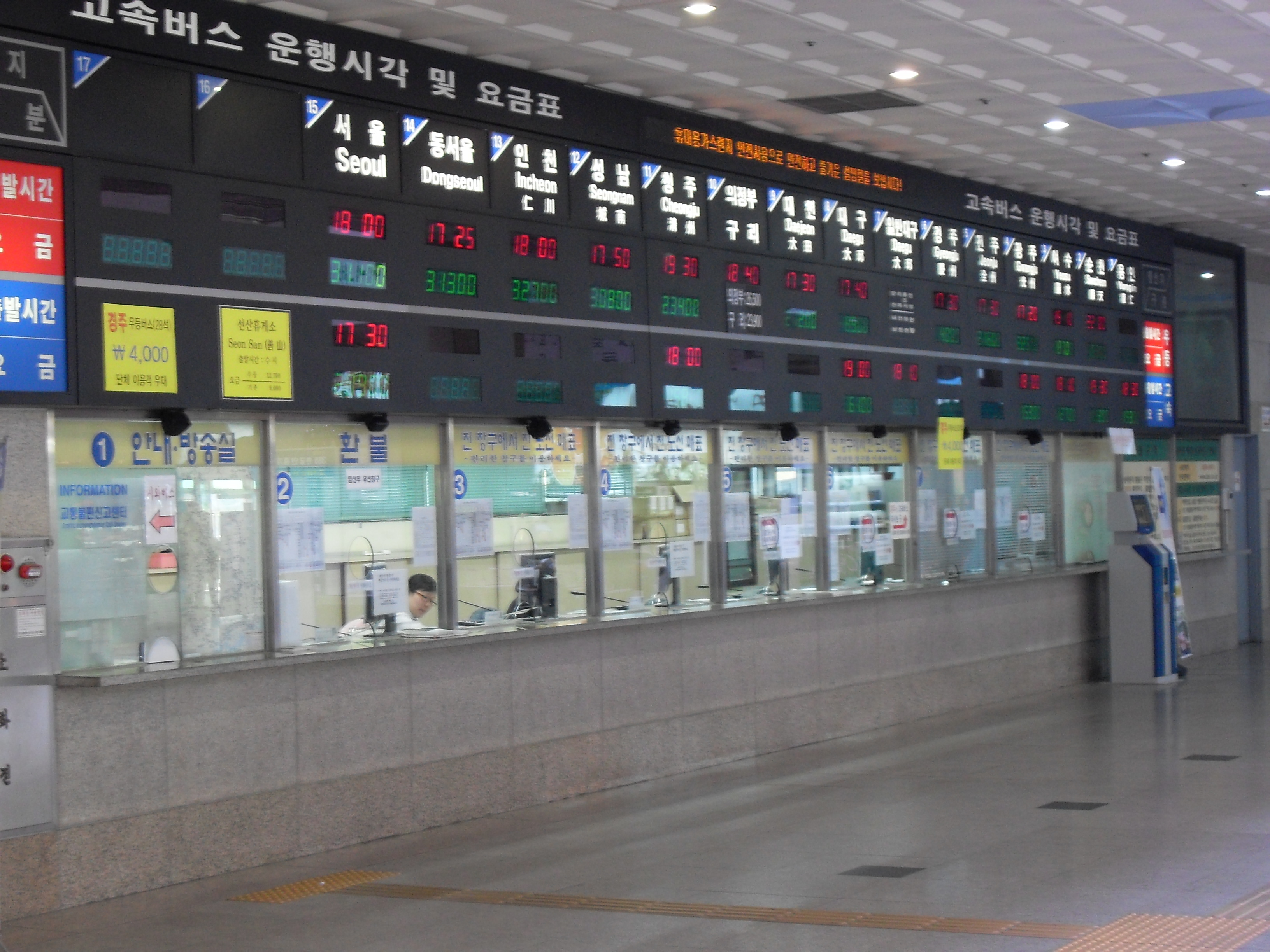
부산종합버스터미널에 운행하고 있는 운행시간표

| 1   | 양산 나들목 ↔ 노포 나들목 ↔ 영락 나들목 ↔ 영락 나들목 ↔ 구서 나들목 ↔ 시/종점 |
| 600 | 김해가야 나들목 ↔ 노포 분기점 ↔ 금정 나들목 ↔ 기장철마 나들목                 |

| 11 | 번영로 | 7 | 중앙대로 |

| ● 부산 도시철도 1호선 | 시/종점 ↔ 노포역 ↔ 범어사역 ↔ 남산역 ↔ 두실역 ↔ 구서역 ↔ 장전역 ↔ 부산대역 ↔ 온천장역 |
| ● 부산 도시철도 4호선 | 명장역 ↔ 서동역 ↔ 금사역 ↔ 반여농산물시장역                                           |

| 부산종합버스터미널 | 고속/시외버스 운행 |

## 갤러리

### 도심 풍경

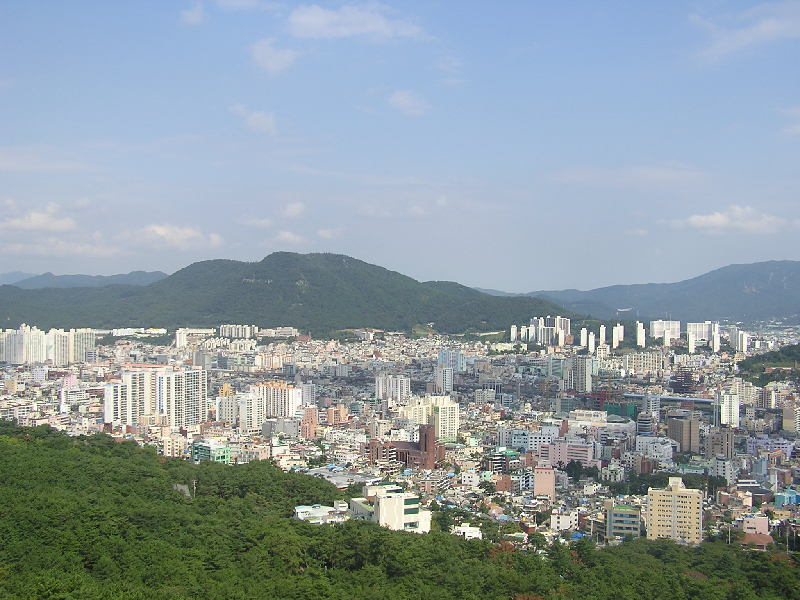
금정구 풍경. 앞으로 동래구가 보인다.
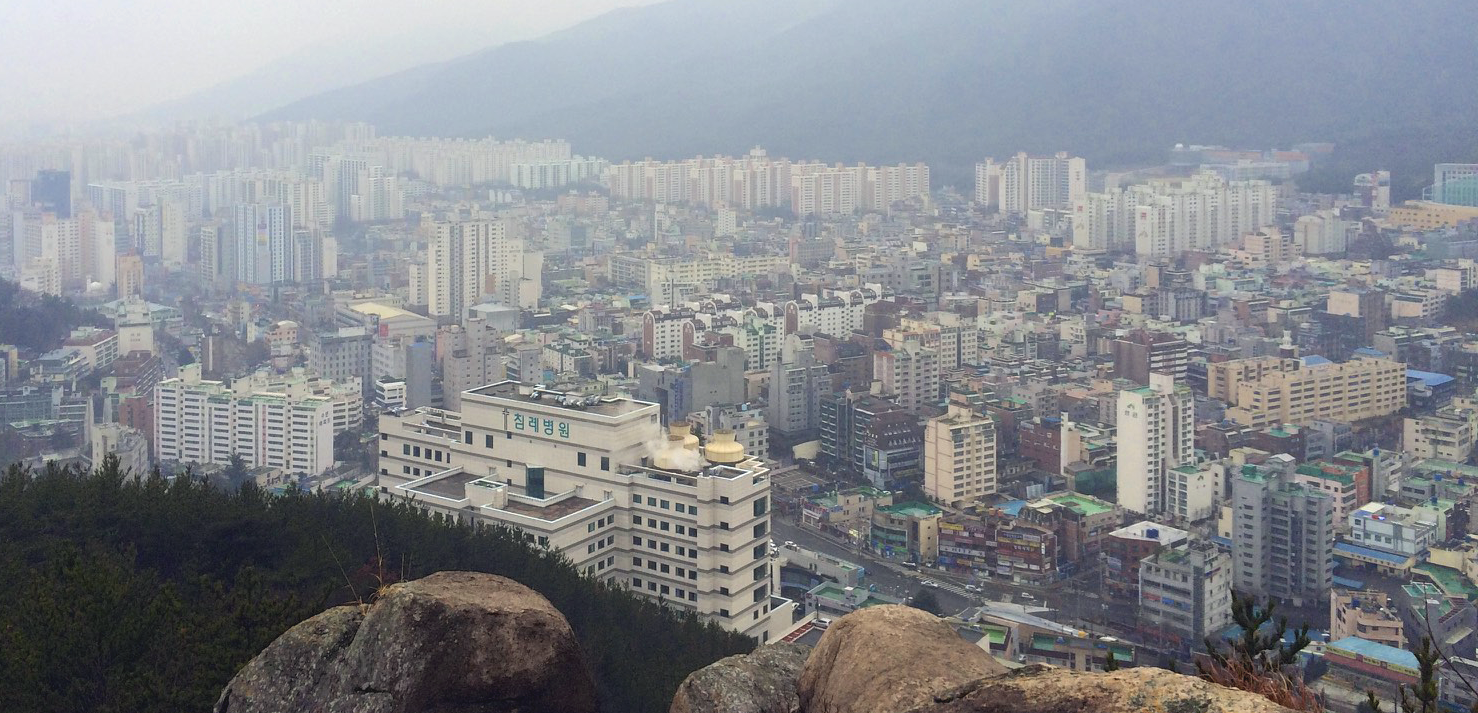
남산동 일대
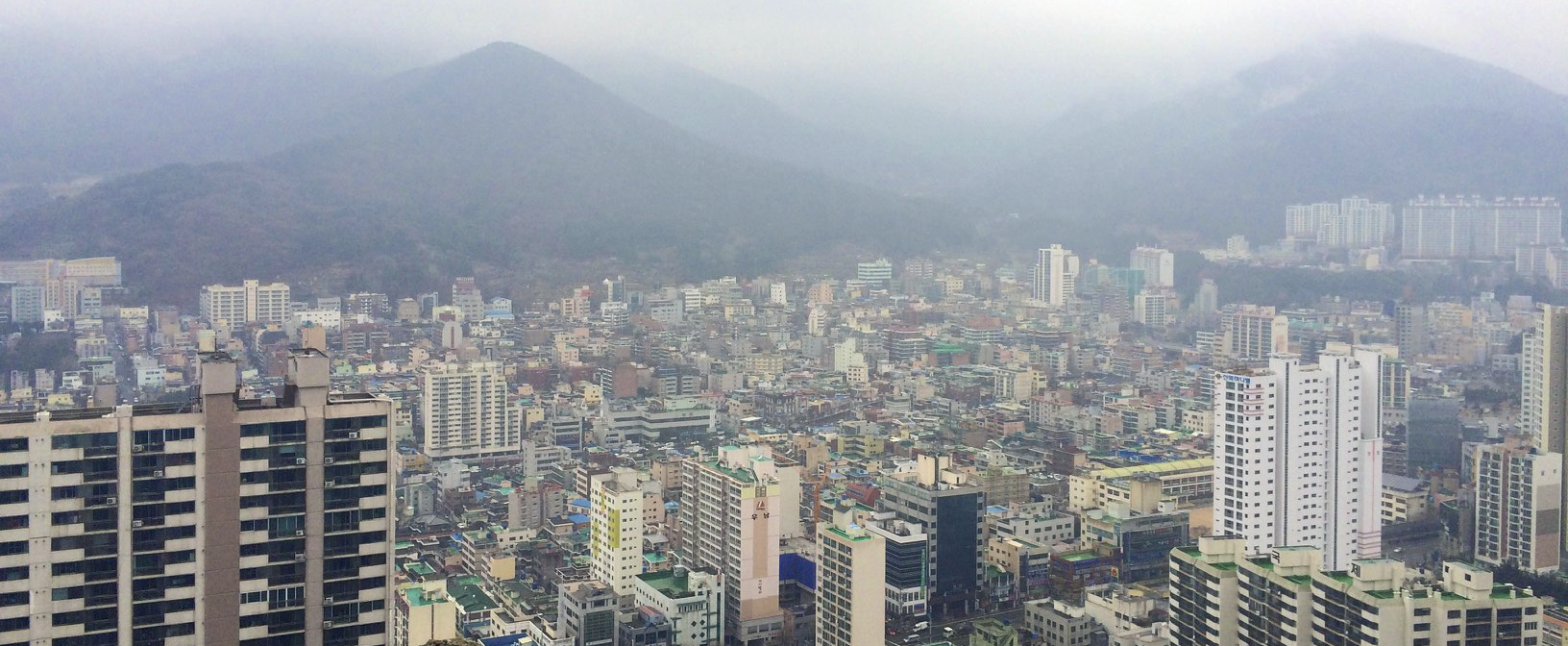
남산동과 청룡노포동 일대
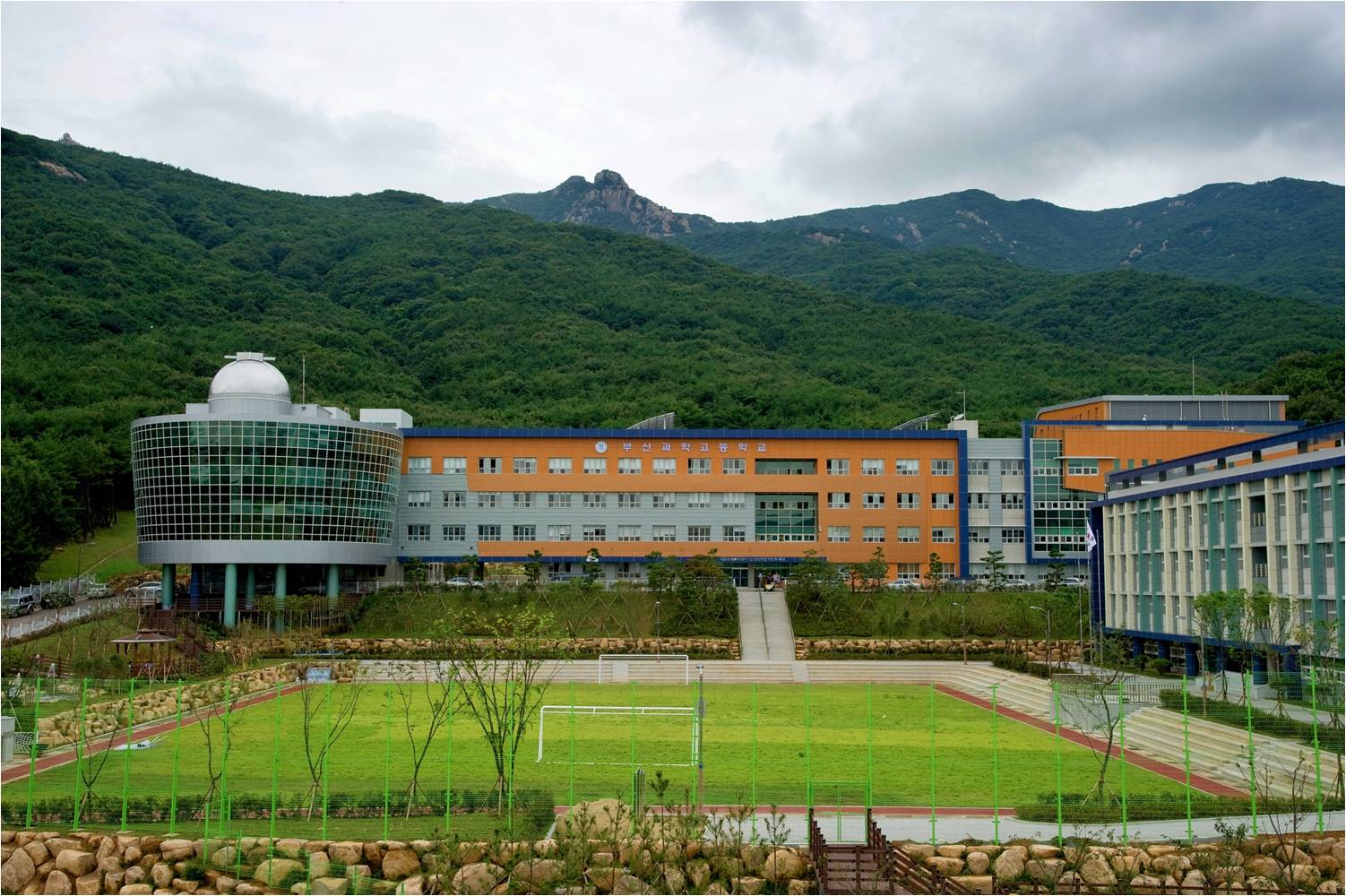
부산과학고등학교

### 범어사

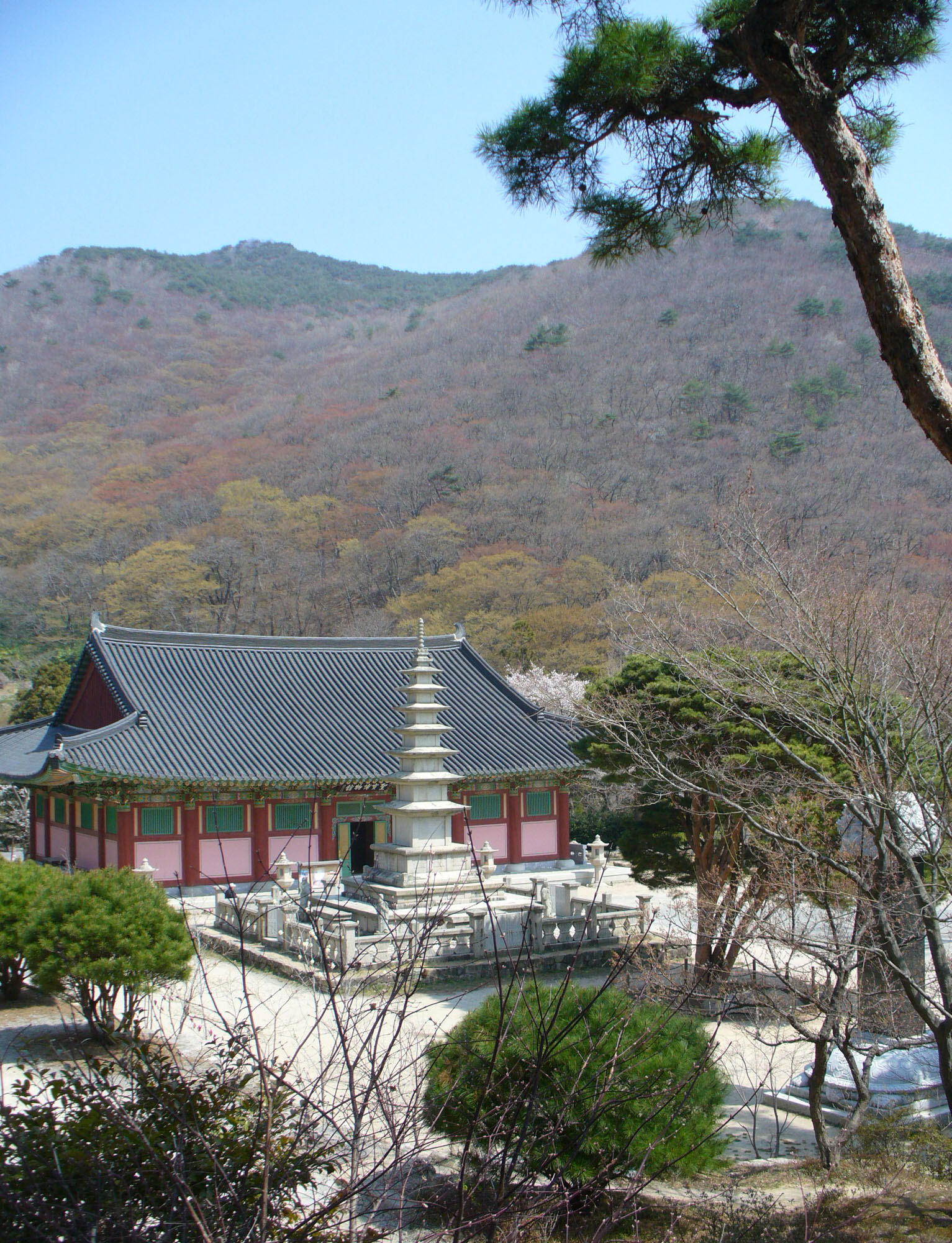
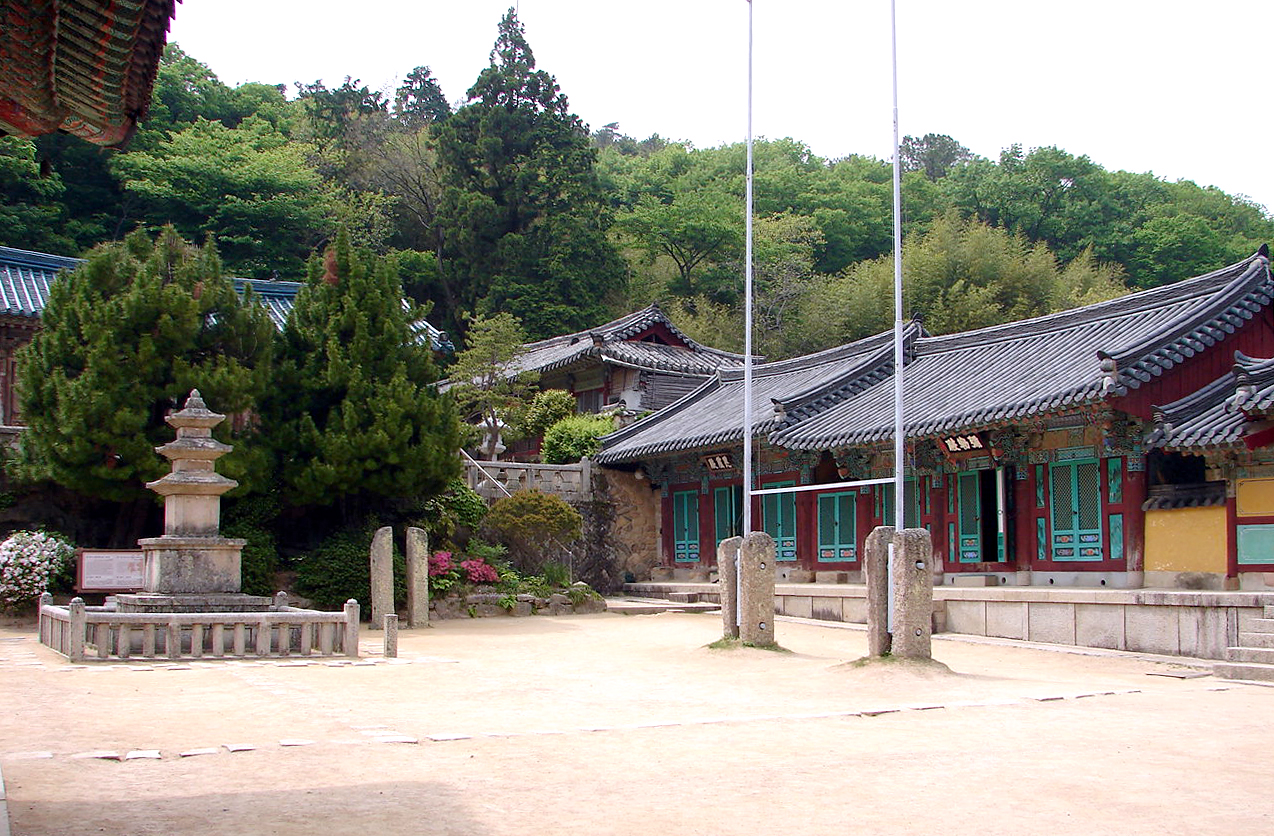
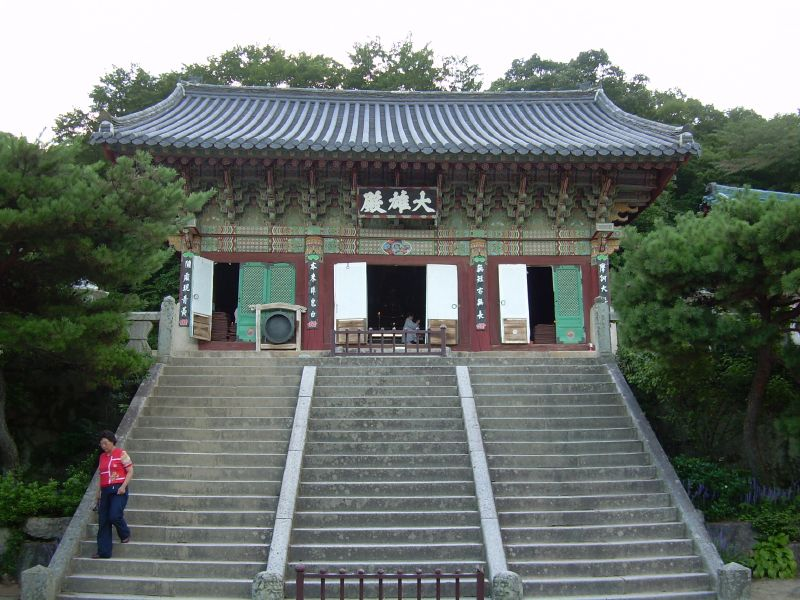
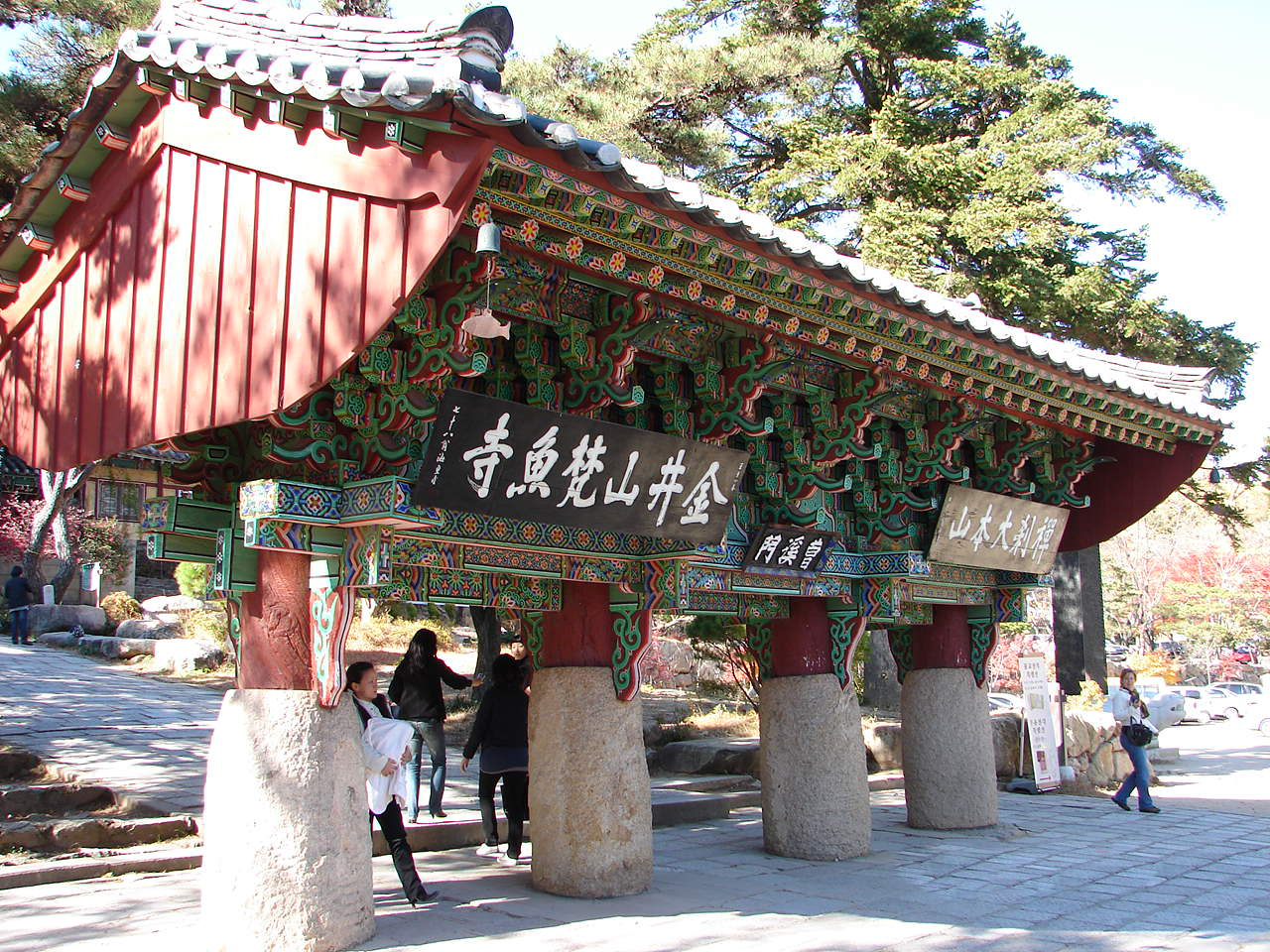

### 금정산

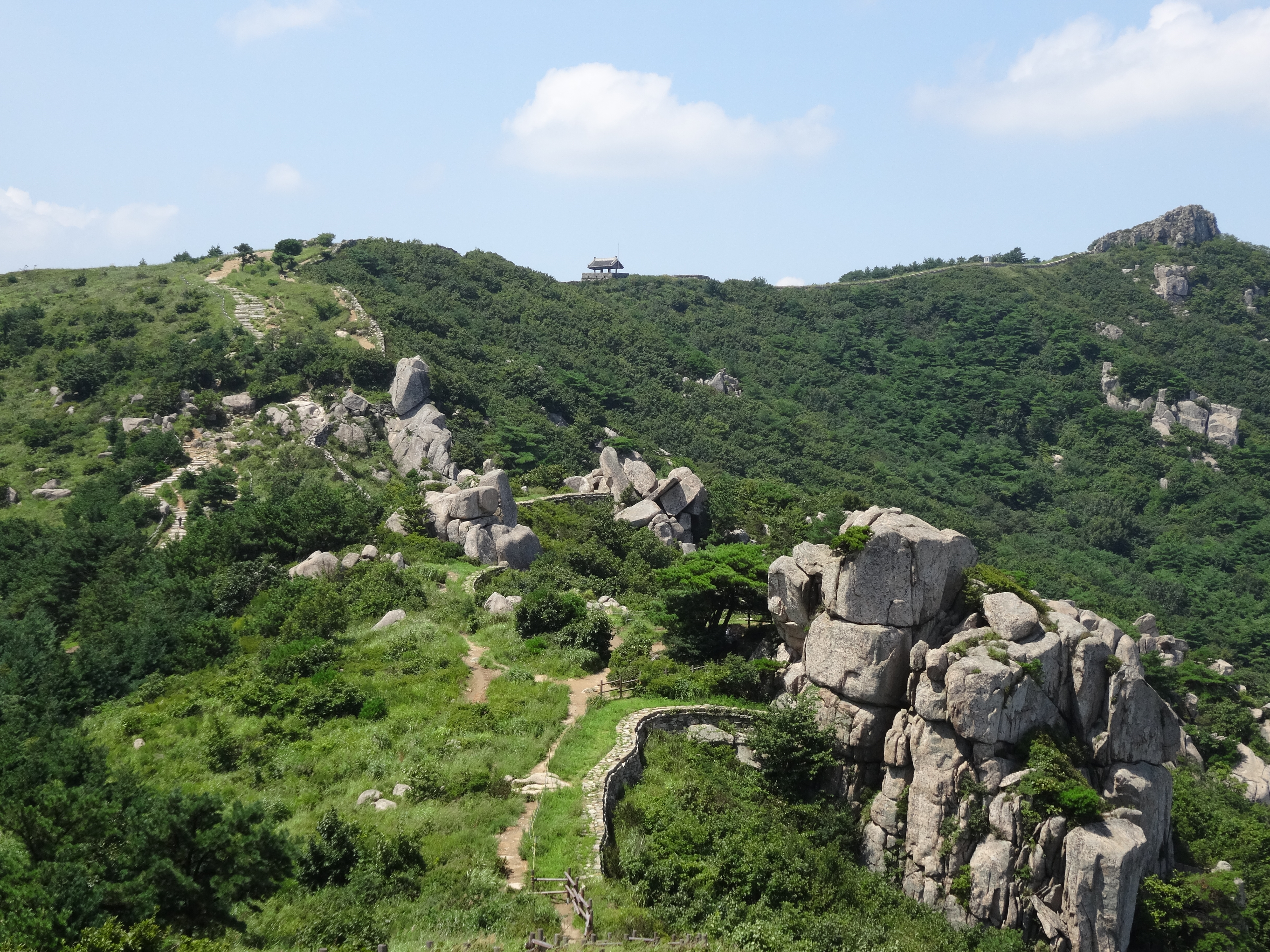
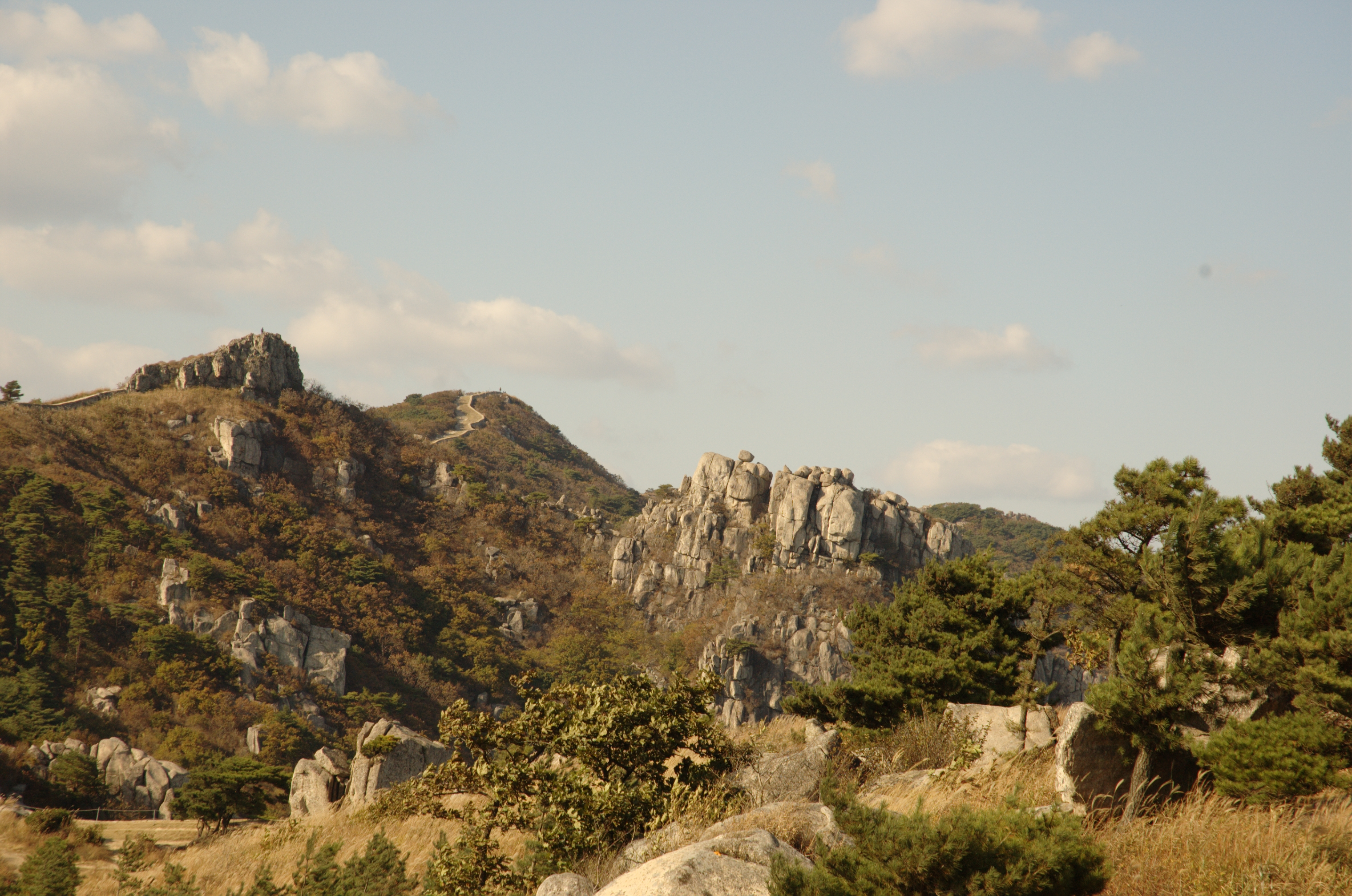
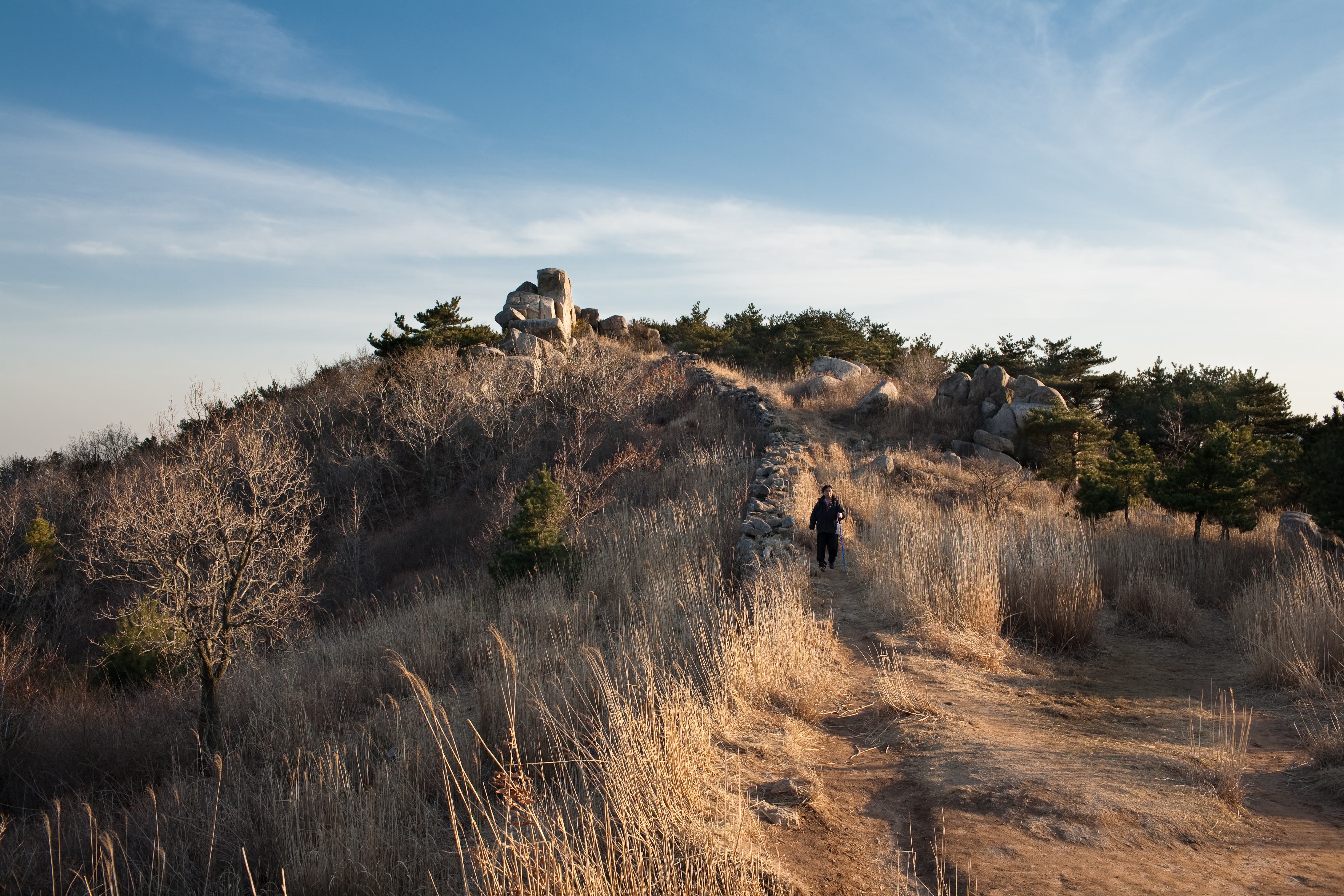
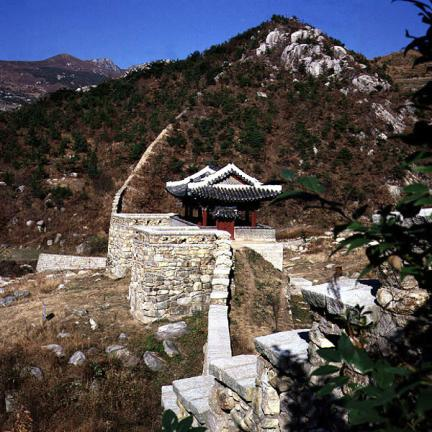
금정산성
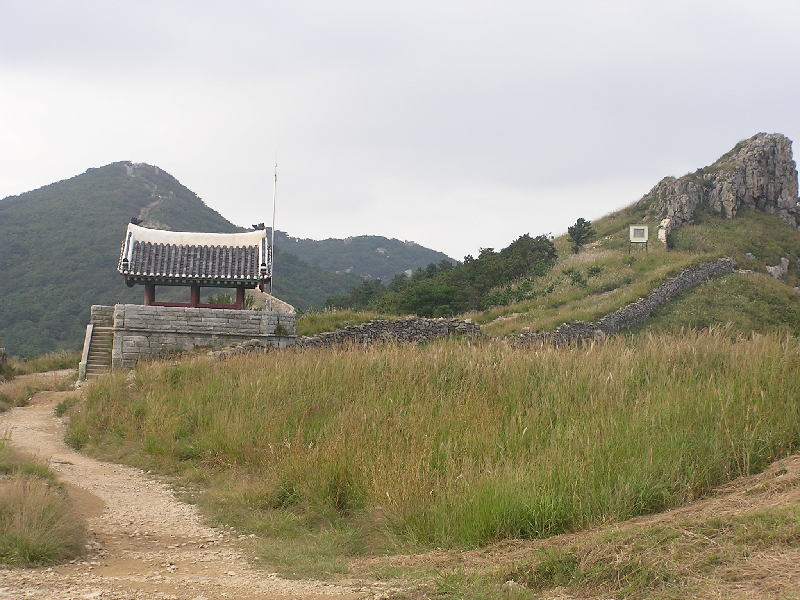
금정산성 오르막길
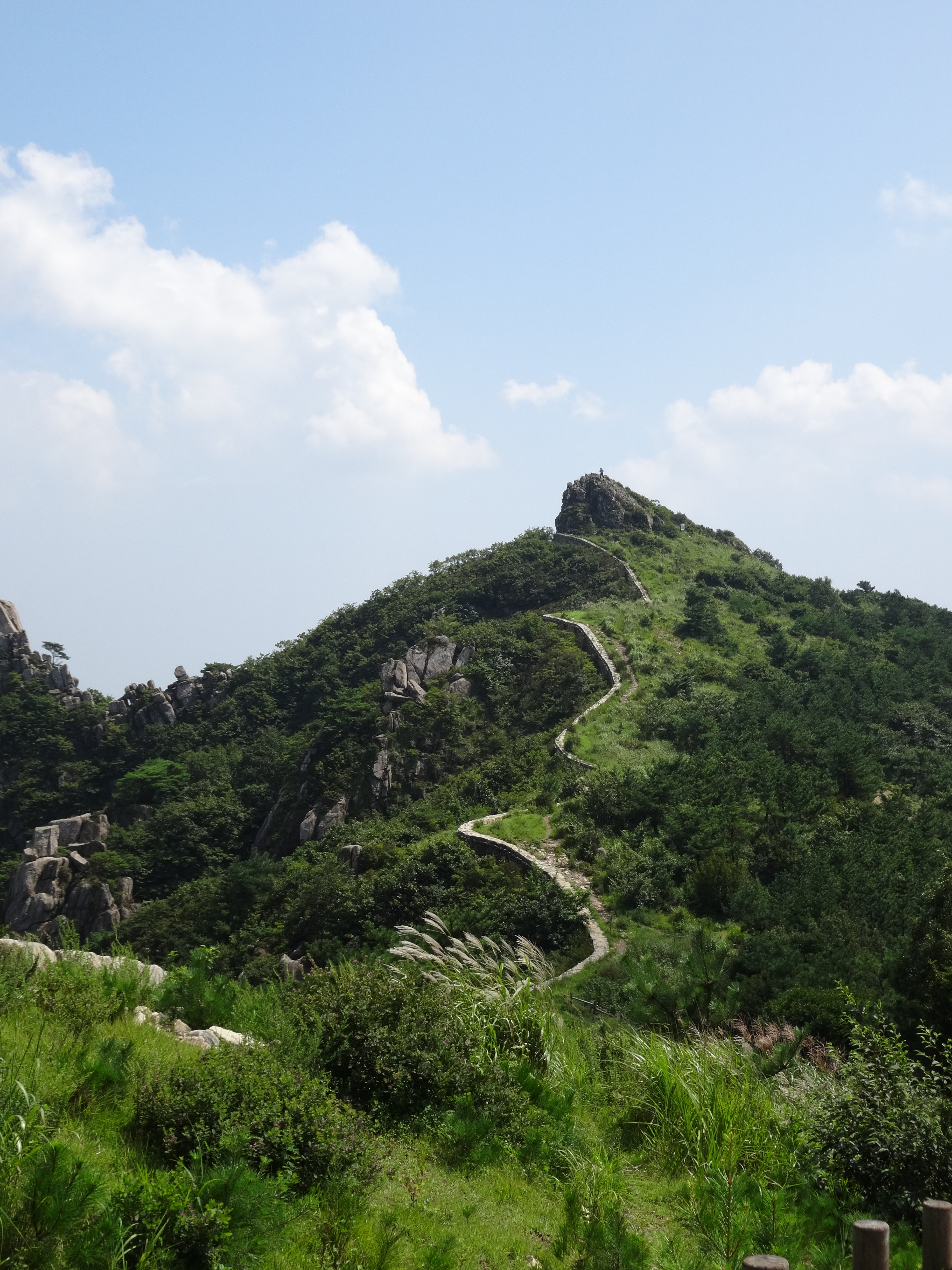
금정산성 유곽
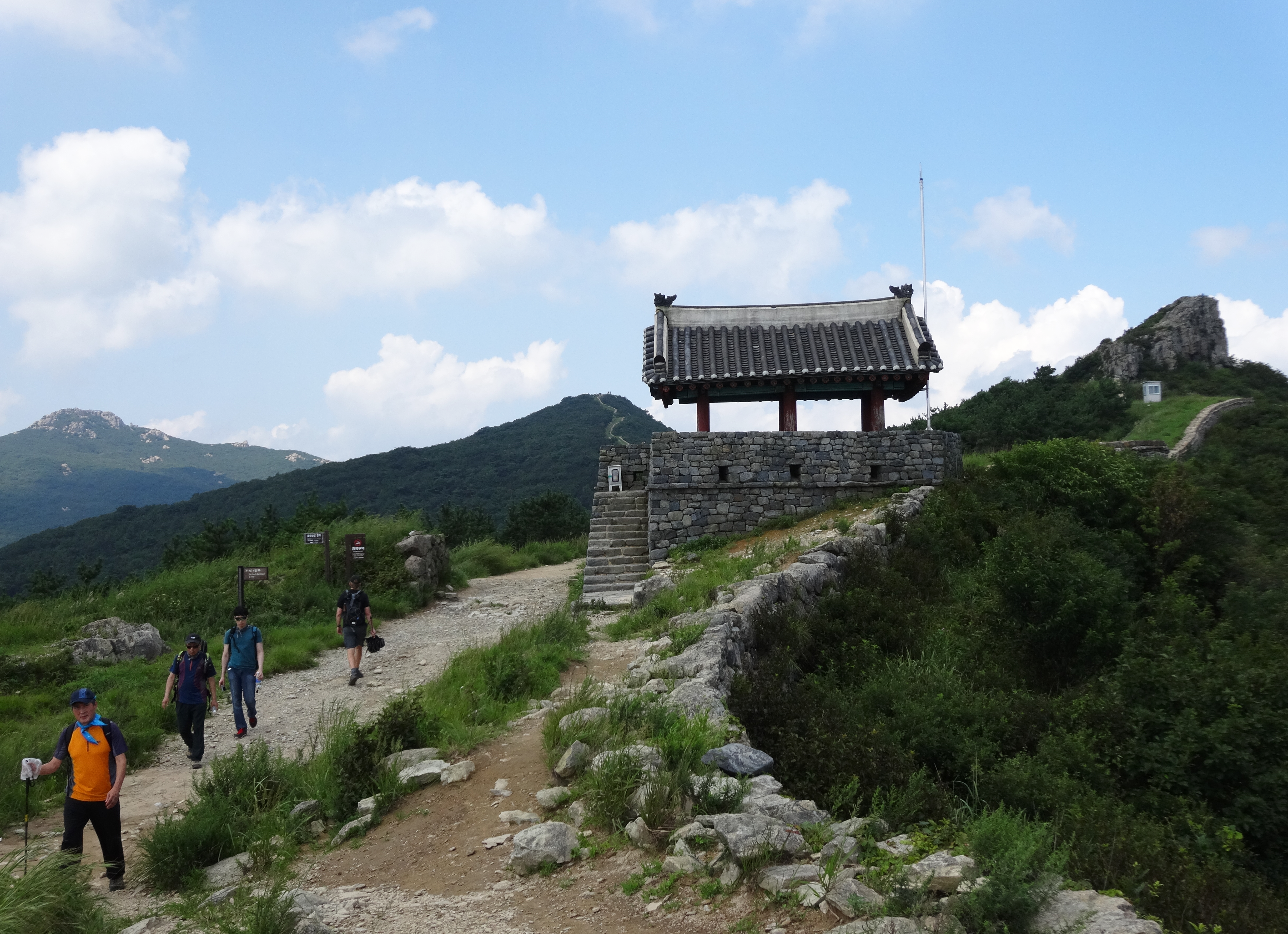
금정산성 정상
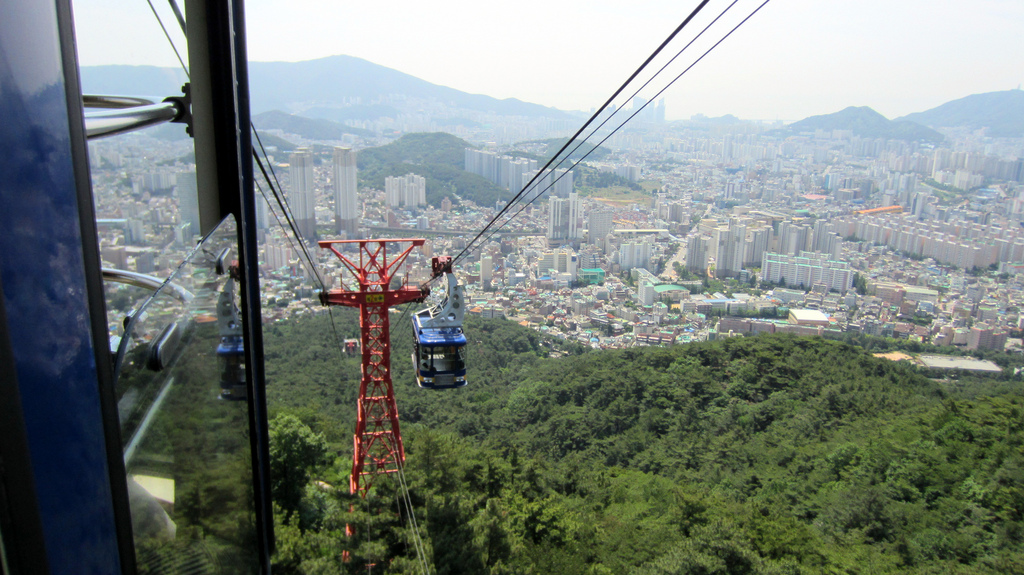
금정산 케이블카

### 기타

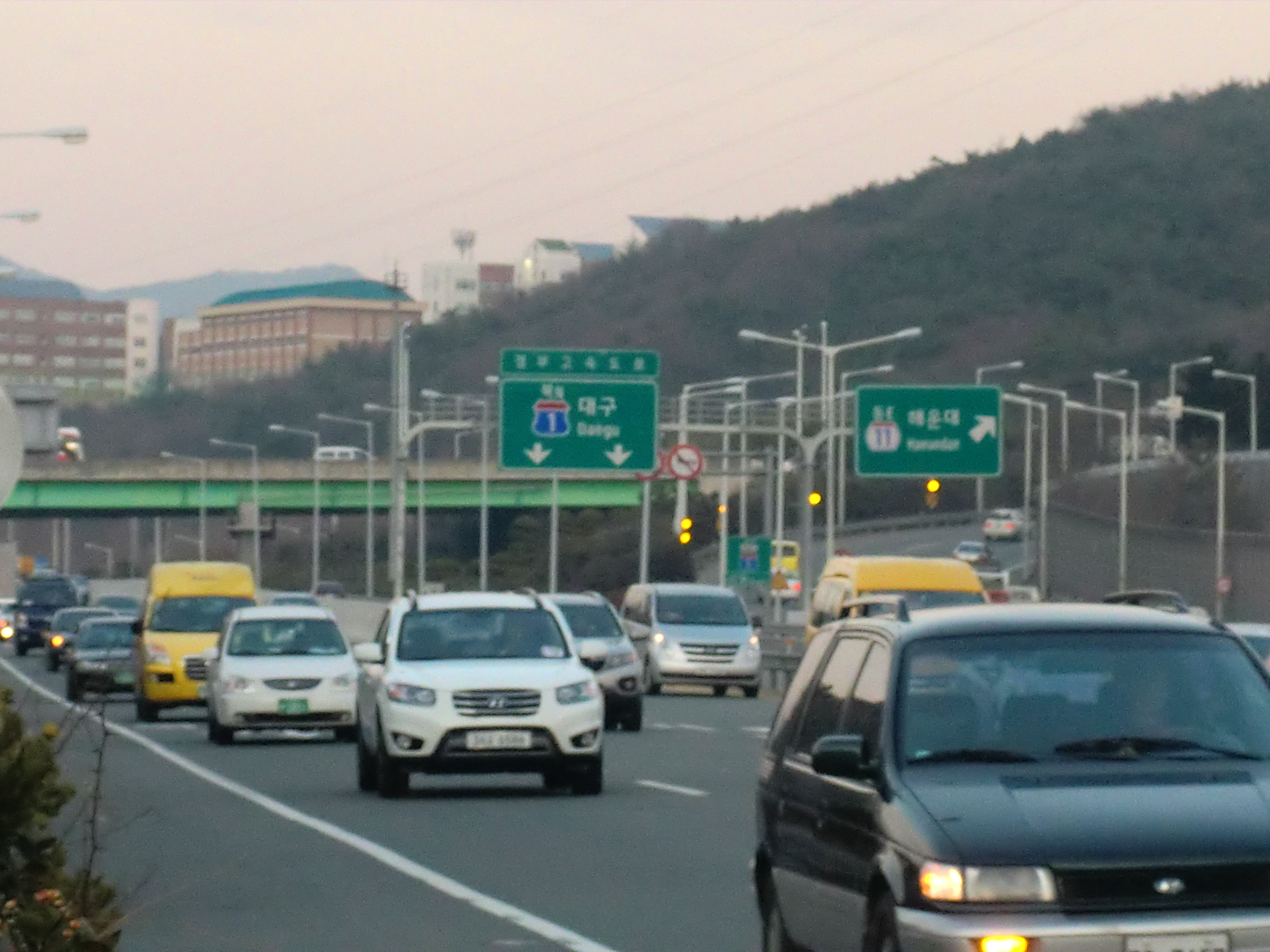
서울 방향 구서 나들목 전경
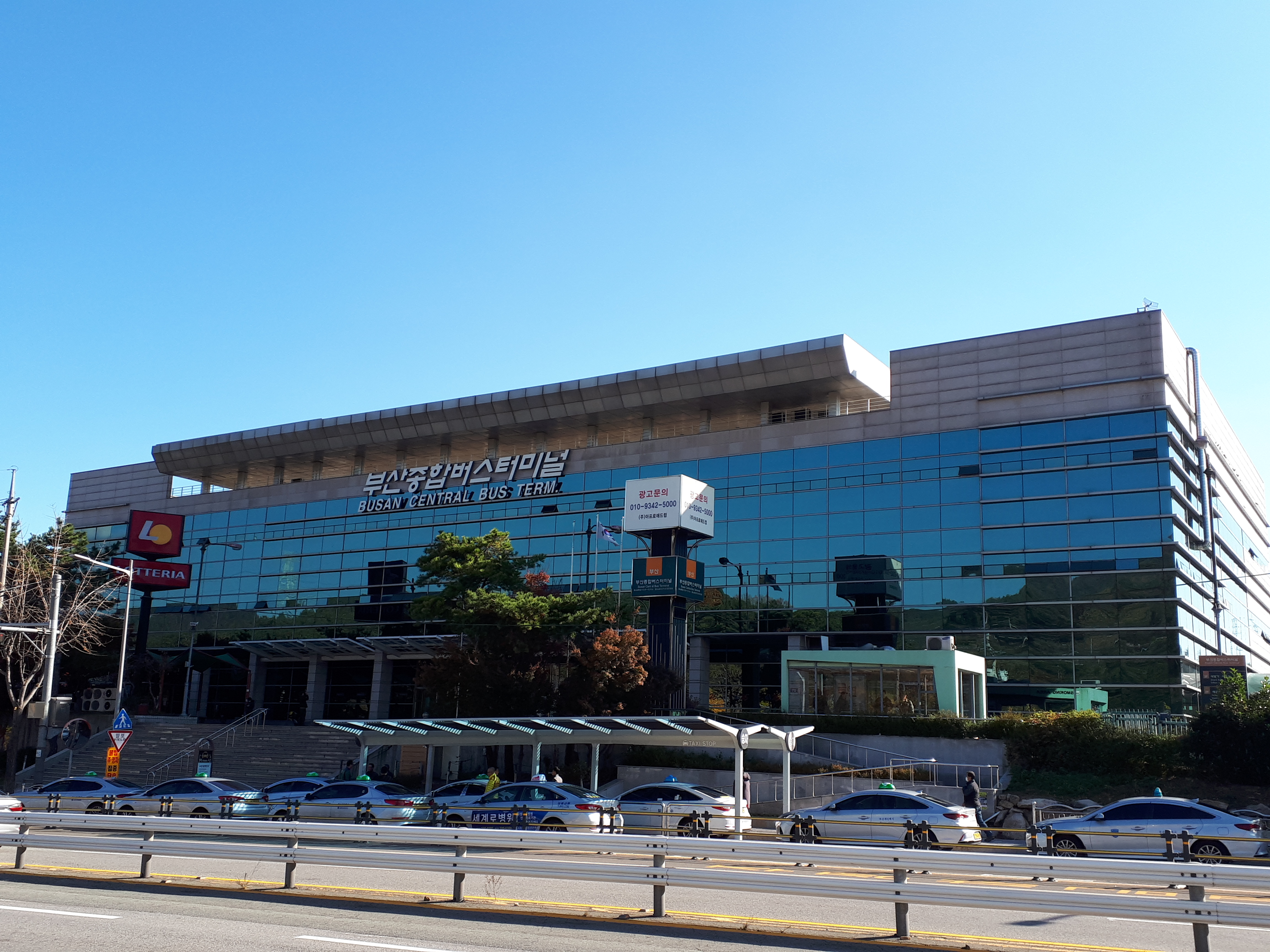
부산종합버스터미널 전경

## 자매 도시
| 지역 & 국가 | 도시     | 도시                      |
| ----------- | -------- | ------------------------- |
| 대한민국    | 경상남도 | 산청군 (1996년 12월 3일)  |
| 대한민국    | 전라남도 | 강진군 (1998년 11월 24일) |

## 같이 보기
- 대한민국의 지리